# Ясновка (притока Чепци)
Ясно́вка (рос. Сада) — невелика річка, що тече по кордону Удмуртії з Кіровською областю Росії, права притока Чепци.
Бере початок на Верхньокамській височині, на території Фальонського району Кіровської області. Протікає на південь та південний захід. Нижня течія слугує природним кордоном між Кіровською областю та Удмуртією. Приймає декілька дрібних приток, найбільшою з яких є річка Голодаїха. Береги річки заліснені, біля гирла заболочені.